# لانغدون (ميزوري)

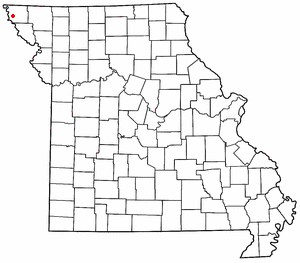
موقع لانغدون، ميزوري

لانغدون (بالإنجليزية: Langdon)‏ هي إحدى المجتمعات الفردية (غير مصنفة) في ولاية ميزوري في الولايات المتحدة الأمريكية.